# Yuandun (köpinghuvudort i Kina, Shaanxi, lat 33,03, long 106,64)
Yuandun är en köpinghuvudort i Kina. Den ligger i provinsen Shaanxi, i den nordvästra delen av landet, omkring 250 kilometer sydväst om provinshuvudstaden Xi'an. Antalet invånare är 12 710. Befolkningen består av 6 208 kvinnor och 6 502 män. Barn under 15 år utgör 15,0 %, vuxna 15-64 år 70 %, och äldre över 65 år 14,0 %.
Runt Yuandun är det ganska tätbefolkat, med 166 invånare per kvadratkilometer. Närmaste större samhälle är Dingjunshan, 12,5 km norr om Yuandun. I omgivningarna runt Yuandun växer i huvudsak blandskog.
Genomsnittlig årsnederbörd är 1 225 millimeter. Den regnigaste månaden är juli, med i genomsnitt 292 mm nederbörd, och den torraste är december, med 2 mm nederbörd.